# Iurkivka, Stavîșce
Iurkivka (în ucraineană Юрківка) este localitatea de reședință a comunei Iurkivka din raionul Stavîșce, regiunea Kiev, Ucraina.

## Demografie
Componența lingvistică a localității Iurkivka
     Ucraineană (99,22%)
     Alte limbi (0,59%)
Conform recensământului din 2001, majoritatea populației localității Iurkivka era vorbitoare de ucraineană (99,22%), existând în minoritate și vorbitori de alte limbi.